# Обхаузен
Обхаузен (нем. Obhausen) — община в Германии, в земле Саксония-Анхальт. 
Входит в состав района Зале. Подчиняется управлению Вайда-Ланд.  Население составляет 2412 человек (на 31 декабря 2010 года). Занимает площадь 26,34 км².
Коммуна подразделяется на 3 сельских округа.